# Lappkärret

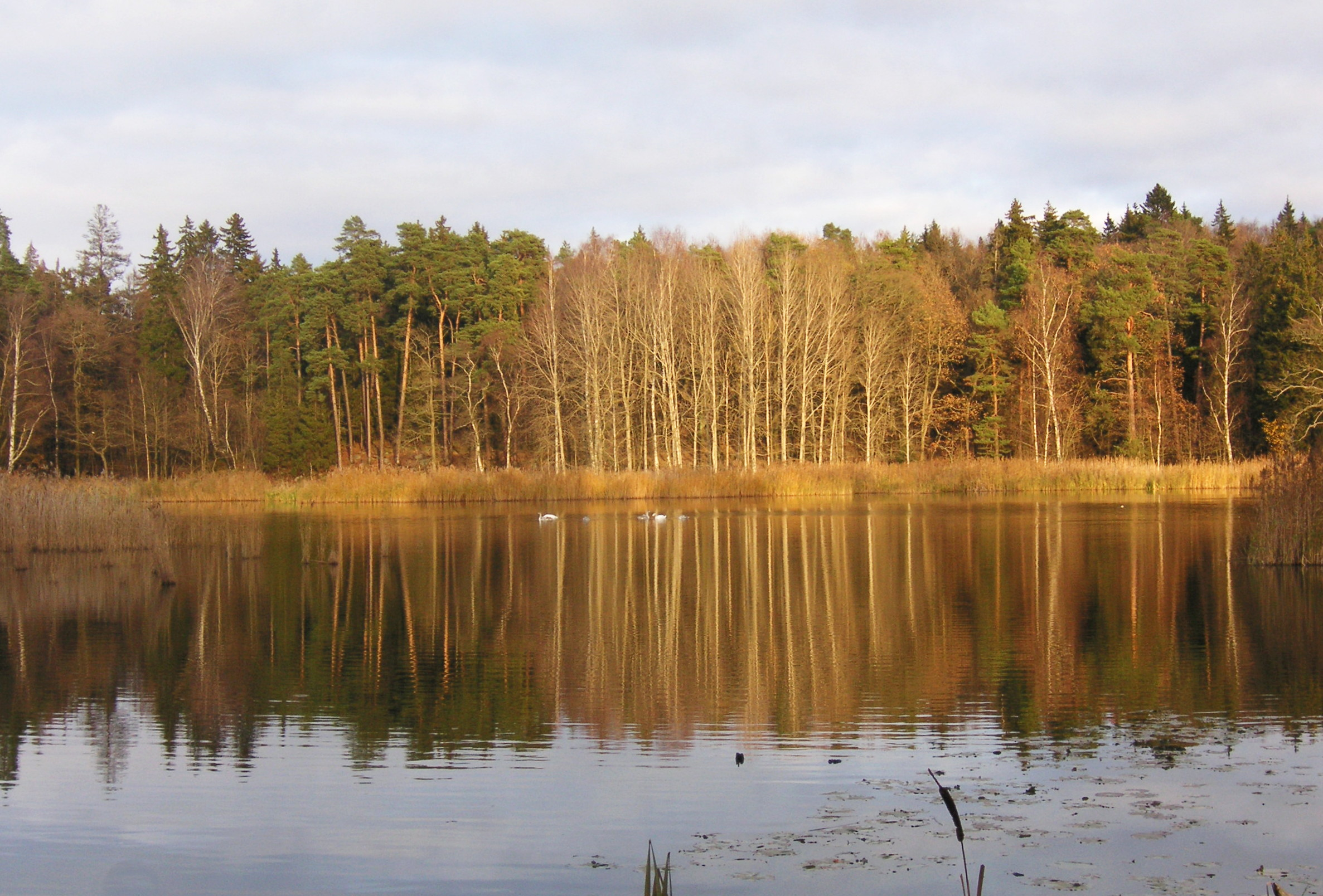
Lappkärret i november 2007.

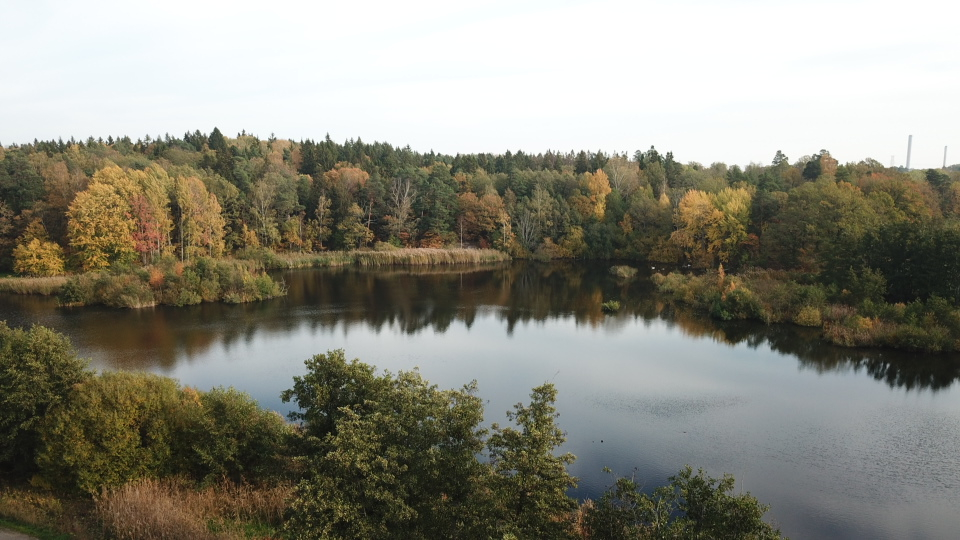
Lappkärret från luften.

Lappkärret är en sjö på Norra Djurgården inom Östermalms stadsdelsområde i Stockholm.

## Beskrivning
Lappkärret begränsas mot norr av skogsområdet Stora Warg-Jakten och mot söder av Stora skuggans koloniområde. Sjön, som tidigare var ett kärr, blev till av misstag på 1960-talet, när en grundvattenåder punkterades i samband med byggarbeten för Lappkärrsbergets studentbostäder.
Lappkärret är numera en liten, vassrik, grund sjö med en yta av ca 8000 m² och största djup av ca 1,1 m. Vattenutbytet säkerställs huvudsakligen genom grundvattentillförsel. Tillrinningsområdet, som är på cirka 17 hektar, utgörs till största delen av skog och gräsytor. Lappkärret är värdefullt främst som fågelsjö. Fågellivet var rikast i mitten av 70-talet, då fanns bland annat en skrattmåskoloni samt svarthakedopping och gräsand. 